# Condado de Crawford (Misuri)

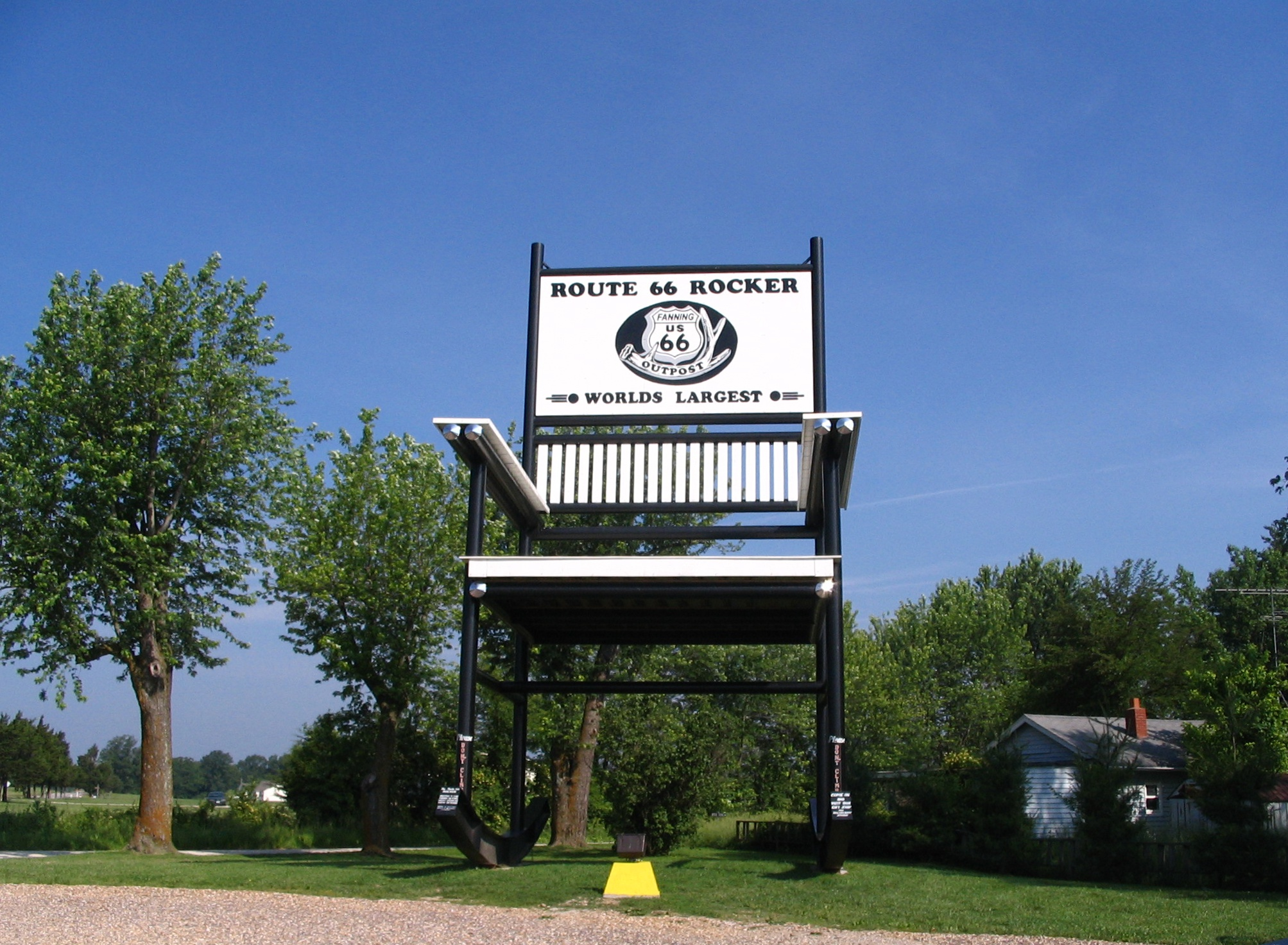
Silla mecedora gigante expuesta en Cuba.

El condado de Crawford (en inglés: Crawford County) es un condado en el estado estadounidense de Misuri. En el censo de 2000 el condado tenía una población de 22.804 habitantes. La sede de condado es Steelville. El condado fue fundado el 23 de enero de 1829 y fue nombrado en honor a William H. Crawford, un senador de Georgia.

## Geografía
Según la Oficina del Censo, el condado tiene un área total de 1.926 km² (744 sq mi), de la cual 1.923 km² (743 sq mi) es tierra y 3 km² (1 sq mi) (0,17%) es agua.

### Condados adyacentes
- Condado de Franklin (norte)
- Condado de Washington (este)
- Condado de Iron (sureste)
- Condado de Dent (sur)
- Condado de Phelps (oeste)
- Condado de Gasconade (noroeste)

## Autopistas importantes
- Interestatal 44
- Ruta Estatal de Misuri 8
- Ruta Estatal de Misuri 19
- Ruta Estatal de Misuri 49

## Demografía
En el  censo de 2000, hubo 22.804 personas, 8.858 hogares y 6.351 familias residiendo en el condado. La densidad poblacional era de 31 personas por milla cuadrada (12/km²). En el 2000 había 10.850 unidades habitacionales en una densidad de 15 por milla cuadrada (6/km²). La demografía del condado era de 98,26% blancos, 0,14% afroamericanos, 0,43% amerindios, 0,13% asiáticos, 0,06% isleños del Pacífico, 0,14% de otras razas y 0,82% de dos o más razas. 0,77% de la población era de origen hispano o latino de cualquier raza.
La renta promedio para un hogar del condado era de $37.554 y el ingreso promedio para una familia era de $45.059. En 2000 los hombres tenían un ingreso medio de $28.005 versus $18.736 para las mujeres. La renta per cápita para el condado era de $18.203 y el 16,30% de la población estaba bajo el umbral de pobreza nacional.

## Ciudades y pueblos
| - Berryman - Bourbon - Cherryville | - Cook Station - Cuba - Davisville | - Dillard - Fanning - Huzzah | - Leasburg - St. Cloud - Steelville | - Sullivan - Wesco - West Sullivan |